# Tug of War (Lied)
 Tug of War (englisch für „Tauziehen“) ist ein Lied des britischen Musikers Paul McCartney, das 1982 als Single A-Seite veröffentlicht wurde und im selben Jahr auf dem Album Tug of War. Komponiert wurde es von Paul McCartney.

## Hintergrund

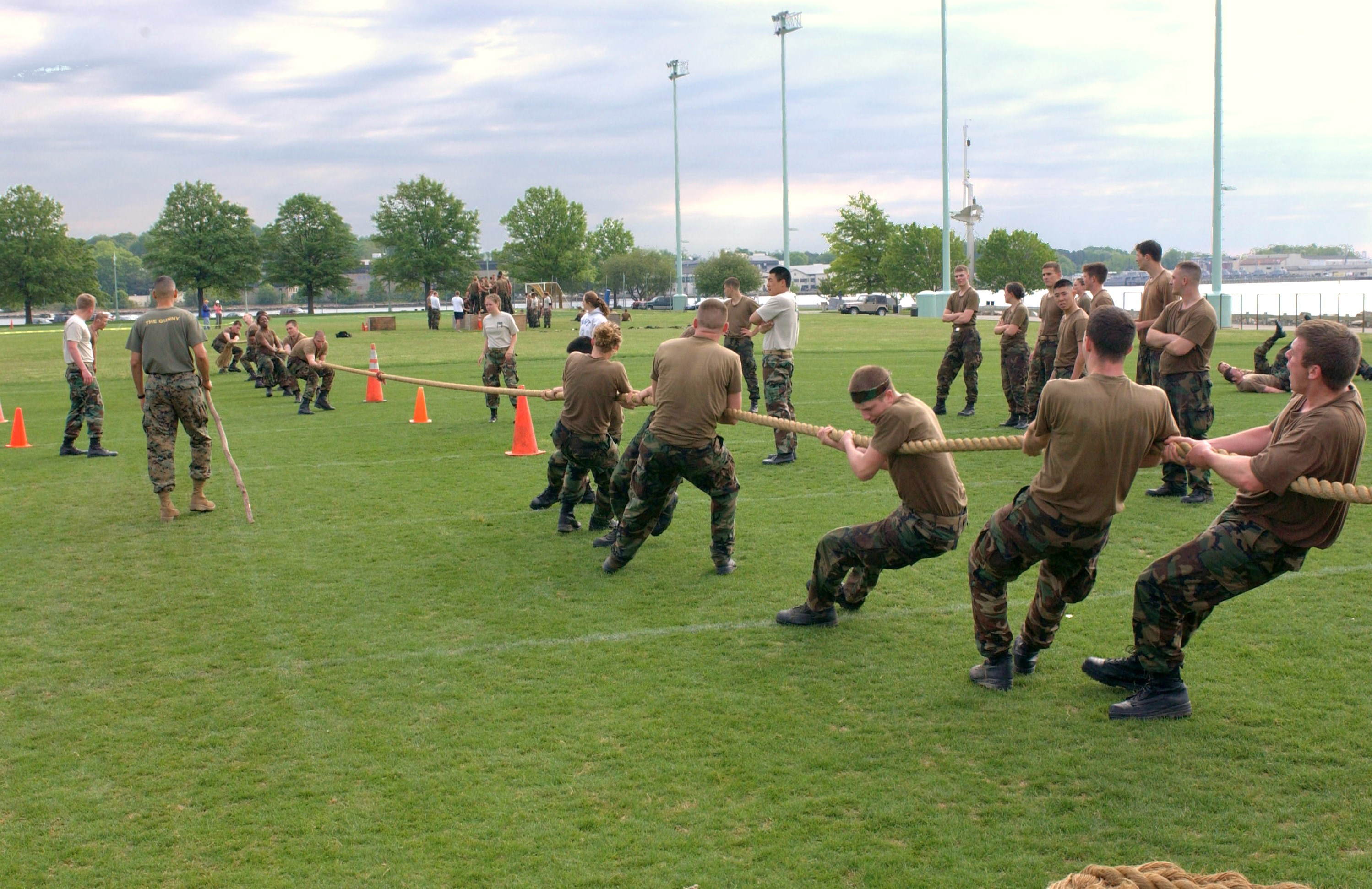
Tauziehen (Tug of War)

Tug of War ist der Titeltrack und das Eröffnungslied vom gleichnamigen Album. In dem 2021er Buch The Lyrics: 1956 To The Present erinnert sich McCartney über die Bedeutung des Liedes: „Ich schrieb den Song vor Johns Tod im Dezember 1980, aber als das Album im April 1982 erschien, dachten alle, er handelt von ihm. Davon, wie wir uns immer gegenseitig übertreffen wollten. […]. Natürlich kann ich nachvollziehen, wie man zu dieser Auslegung kommt. John und ich haben tatsächlich versucht, uns gegenseitig zu übertreffen – wie haben miteinander konkurriert –, und das auf eine sehr offene Art und Weise. Aber man muss auch verstehen, dass unsere Arbeit in vielerlei Hinsicht von diesem Tauziehen profitiert hat.“ McCartney schrieb auch, dass das Lied Tug of War (Tauziehen) für eine Metapher steht, der ewige Krieg zwischen Gut und Böse und das man das Beste für andere Menschen geben sollte, denn sie könnten sonst fallen, wenn man es nicht tut.
Der Rolling Stone beschrieb den Song als McCartneys Äquivalent zu John Lennons Lied Imagine.
Tug of War ist die dritte Singleauskopplung aus dem Album Tug of War und erreichte Platz 53 in Großbritannien, in den USA erreichte die Single ebenfalls Platz 53 und in Deutschland konnte sie sich nicht platzieren.
Für das Lied wurde ein Musikvideo unter der Regie von Maurice Phillips produziert. In dem Video wirkt neben Paul auch Linda McCartney mit, es werden alte schwarzweiß Filmszenen sowie Studioaufnahmen mit George Martin, Geoff Emerick und McCartney gezeigt. Die Aufnahme des Musikvideos erfolgte im September 1982 während der Arbeiten zum Album Pipes of Peace in den AIR Studios.

## Aufnahme
Der Anfang des Liedes enthält den Klang der National Indoor Tug of War Championship, die am 7. Dezember 1980 in Huddersfield von McCartneys Toningenieur Eddie Klein aufgenommen wurde. In dem 2021er Buch The Lyrics: 1956 To The Present erinnert sich McCartney über die Aufnahme: „Ich wollte ein paar Geräuscheffekte an den Anfanf von 'Tug Of War' setzen, um die Szene anzulegen. Dann habe ich durch einen glücklichen Zufall erfahren, dass ein landesweiter Wettkampf im Tauziehebn in der Halle in der Nähe stattfinden sollte. Ich habe Eddie, meinen Techniker, der immer schon eine verschmitzten Sinn für Humor hatte, losgeschickt, damit er das aufnimmt. Das Brummen, das man zam Anfang des Stückes hört – diese Sound-Collage –, das ist ein echtes Tauziehen. Der Song geht ganz wunderbar vom Wörtlichen ins Metaphorische über.“
Die erste Aufnahmesession für Tug of War fand zwischen dem 16. und 18. Dezember 1980 in den AIR Studios in London statt, wobei George Martin als Produzenten fungierte. (Eine andere Quelle datiert die erste Aufnahme auf den 21. Januar 1981, Aufnahmestudio war die Parkgate Studios in Sussex) Geoff Emerick und Jon Jacobs sowie Mike Stavrou waren die Toningenieure der Aufnahme. Overdubs wurden am 1. März in den AIR Studios auf Montserrat eingespielt sowie bis zum Dezember des Jahres wiederum in den AIR Studios in London. Die Abmischung erfolgte am 13. Dezember 1981, wiederum in den AIR Studios in London.
Besetzung:
- Paul McCartney: Gesang, Akustikgitarre, Bassgitarre, E-Gitarre, Synthesizer, Schlagzeug
- Linda McCartney: Hintergrundgesang
- Denny Laine: E-Gitarre
- Eric Stewart: E-Gitarre, Hintergrundgesang
- Campbell Maloney: Militärtrommel
- Patrick Halling, Laurie Lewis, David Ogden, Alan John Peters, Michael Rennie, Kenneth Sillito, Galina Solodchin: Violine
- Ken Essex, George Turnlund, John Underwood: Bratsche
- Keith Harvey, Alexander Kok, Dennis Vigay, Peter Willison: Violoncello
- Nicolas Reader: Fagott
- Kenneth Sillito: Dirigent

## Coverversionen
Es gibt drei Coverversionen von Tug of War.

## Veröffentlichung
- Am 26. April 1982 wurde das Album Tug of War veröffentlicht auf dem sich das Lied Tug of War befindet.
- Am 13. September 1982 erschien die dritte Single Tug of War / Get It.[5] Die A-Seite wurde am Anfang und am Ende des Liedes gekürzt, die B-Seite am Ende. Die Promotion-7″-Vinyl-Single[6] in den USA enthält auf beiden Seiten jeweils die Stereo-Version der A-Seite.
- Tug of War erschien am 7. Mai 2001 auf dem Kompilationsalbum Wingspan: Hits and History .
- Im Oktober 2015 wurde Tug of War, zum zweiten Mal remastert und im März 2015 von Steve Orchard und Paul McCartney in den Hog Hill Mill Studios in Sussex neu abgemischt, vom Musiklabel Hear Music/Concord Music Group als Teil der Paul McCartney Archive Collection veröffentlicht.[7] Die Deluxe Edition enthält noch zusätzlich zwei Musikvideos von Tug of War.[8]
- Am 2. Dezember 2022 wurde die Singlebox The 7″ Singles Box veröffentlicht, die auch Tug of War enthält.